# Stateira (épouse de Darius)
Pour les articles homonymes, voir Stateira.
Stateira ou Statira (en grec ancien Στάτειρα / Stateira) est une princesse perse de la dynastie des Achéménides, épouse de Darius III. Elle est capturée par Alexandre le Grand après la bataille d'Issos en 333 av. J.-C.

## Biographie
Considérée par ses contemporains comme étant la plus belle femme d'Asie, elle est l'épouse de Darius III et peut-être aussi sa sœur (ou sa demi-sœur) comme le suggère Justin. De cette union avec Darius naît Stateira qui épouse Alexandre lors des noces de Suse en 324 av. J.-C. et une autre fille qui aurait été la mère de Pharnabaze Ier, roi d'Ibérie.
Capturée par Alexandre, en compagnie du reste de la famille royale perse à l'issue de la bataille d'Issos en 333 av. J.-C., elle est traitée avec déférence et maintenue dans son statut royal. Mais elle meurt rapidement dans des conditions obscures, de maladie, ou alors, moins probablement, en donnant la vie, ce qui reviendrait à dire qu'elle a eu une relation avec Alexandre, sachant que seul celui-ci en aurait eu le droit. Plutarque écrit néanmoins qu'Alexandre n'aurait vu qu'une seule fois Stateira de peur d'être tenté par sa beauté, rejoint en cela par Quinte-Curce et Justin qui prétendent qu'Alexandre ne l'aurait vu qu'une seule fois, au moment de la capture de la famille royale. Quoi qu'il en soit, il semble peu probable que Stateira soit morte en couches.